# Opus (álbum)
Opus es el decimosegundo álbum de estudio del artista estadounidense Marc Anthony, lanzado el 10 de mayo de 2019 por Sony Music Latin. Es el siguiente álbum del artista después de 3.0 (2013).
El álbum debutó en el número 90 en el Billboard 200, el número 2 en el Top Latin Albums y el número 1 en la lista de Tropical Albums, con 9.000 unidades equivalentes al álbum.

## Premios y nominaciones
| Año  | Premio                                     | Categoría                   | Resultado |
| ---- | ------------------------------------------ | --------------------------- | --------- |
| 2019 | Premios Latin American Music 2019          | Álbum Tropical Favorito     | Nominado  |
| 2020 | Premios Lo Nuestro 2020                    | Álbum del año               | Nominado  |
| 2020 | Premios Grammy 2020                        | Mejor Álbum Latino Tropical | Ganador   |
| 2020 | Premios Billboard de la Música Latina 2020 | Álbum tropical Favorito     | Nominado  |

## Lista de canciones
| N.º | Título              | Escritor(es)                                                                   | Duración |  |
| 1.  | «Parecen Viernes»   | Edgar Barrera Sergio George Juan Luis Londoño Marco Antonio Muñiz Stiven Rojas | 4:28     |  |
| 2.  | «Tu Vida en la Mía» | Luis Fernando Castillo Santiago Castillo Erika Ender Muñiz                     | 6:14     |  |
| 3.  | «Un Amor Eterno»    | Angel Arce Sergio George Muñiz                                                 | 4:18     |  |
| 4.  | «Si Me Creyeras»    | Luis Fernando Castillo Santiago Castillo Oscar Hernandez Muñiz Julio Rodríguez | 4:29     |  |
| 5.  | «Soy Yo»            | Angel Arce Beatriz César Muñiz                                                 | 4:50     |  |
| 6.  | «Lo Que Te Di»      | L. Castillo S. Castillo George Hernandez Muñiz                                 | 4:03     |  |
| 7.  | «Úsame»             | L. Castillo S. Castillo George Hernandez Luis Leal Muñiz                       | 5:00     |  |
| 8.  | «Si Pudiera»        | L. Castillo S. Castillo George Hernandez Muñiz                                 | 4:26     |  |
| 9.  | «Lo Peor de Mi»     | L. Castillo S. Castillo George Hernandez Muñiz                                 | 5:11     |  |
| 10. | «Reconozco»         | L. Castillo S. Castillo George Hernandez Muñiz                                 | 4:10     |  |

## Rendimiento en listas

### Rendimiento semanal
| Lista (2019)                      | Posición más alta |
| --------------------------------- | ----------------- |
| Mexican Albums                    | 7                 |
| España (PROMUSICAE)               | 5                 |
| Suiza (Schweizer Hitparade)       | 87                |
| Estados Unidos (Billboard 200)    | 90                |
| Estados Unidos (Top Latin Albums) | 2                 |
| Estados Unidos (Tropical Albums)  | 1                 |

### Rendimiento anual
| Lista (2019)                    | Posición |
| ------------------------------- | -------- |
| Mexican Albums                  | 97       |
| Spain (PROMUSICAE)              | 99       |
| US Top Latin Albums (Billboard) | 49       |
| US Tropical Albums (Billboard)  | 7        |

## Créditos
- Marc Anthony – Voz, producción
- Rubén Rodríguez – Bajo
- Dan Warner – Guitarra
- Jimmie Morales – Congas
- Sergio George – Teclados
- Robert Vilera – Shekere, triángulo, timbales
- Gerardo Rodríguez – Trompeta
- Diego Galé – Bongos, triángulo, maracas, guiro
- Ozzie Melendez – Trombón
- Bayron Ramos – Trombón
- William Cepeda – Trombón